# Ershad al-Salihi
Ershad al-Salihi (Arabisch: أرشد الصالحي, Turks: Erşad Salihi) is een Iraaks-Turkmeense politicus. Salihi is lid van het Iraaks parlement sinds 2010 en leider van het Iraaks-Turkmeens Front sinds 2011.

## Opleiding
Salihi is geboren in 1959 in het district Musalla van het Iraakse gouvernement Kirkuk. Hij ging naar de lagere en middelbare school in de stad Kirkuk. In 1978 begon hij te studeren aan de Faculteit van Wetenschap van de Universiteit van Bagdad.

## Politiek
Na het afronden van de middelbare school nam Salihi deel aan politieke activiteiten van Iraakse Turkmenen, waar hij in 1979 voor werd gearresteerd door het Ba'ath-regime van Saddam Hoessein. Hij bracht 9 jaar door in de beruchte Abu Ghraibgevangenis als politiek gevangene. Zijn oudere broer werd geëxecuteerd en zijn familie werd verbannen naar het zuiden van Irak.
Na de val van het regime van Saddam Hoessein werd hij lid van het Iraaks-Turkmeense Front. Van 2004 tot 2008 diende hij als vertegenwoordiger van de beweging in Syrië. In 2008 werd hij verkozen tot het afdelingshoofd in Kirkoek. Bij de Iraakse parlementsverkiezingen van 2010 werd hij gekozen tot het parlement als afgevaardigde uit Kirkoek.
In 2011 volgde hij Sadettin Ergeç op als leider van het Iraaks-Turkmeens Front.

## Aanslagen
Salihi heeft meerdere moordaanslagen overleefd. In 2011 werd zijn huis getroffen door een mortier. In 2014 overleefde hij een moordaanslag.